# Léogâne (arrondissement)

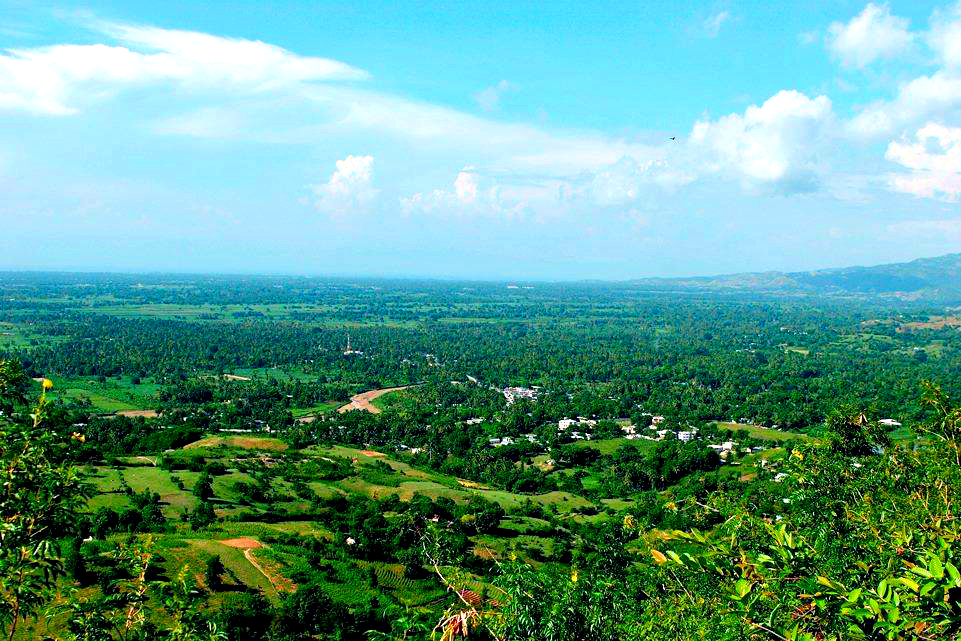
Distrito de Léogâne.

Léogâne (em crioulo, Leyogàn), é um arrondissement do Haiti, situado no departamento do Oeste. De acordo com o censo de 2003, Léogâne tem uma população total de 300.982 habitantes.

## Comunas
O arrondissement de Léogâne é composto por três comunas.
- Grand-Goâve
- Léogâne
- Petit-Goâve